# Scheich Dschunaid

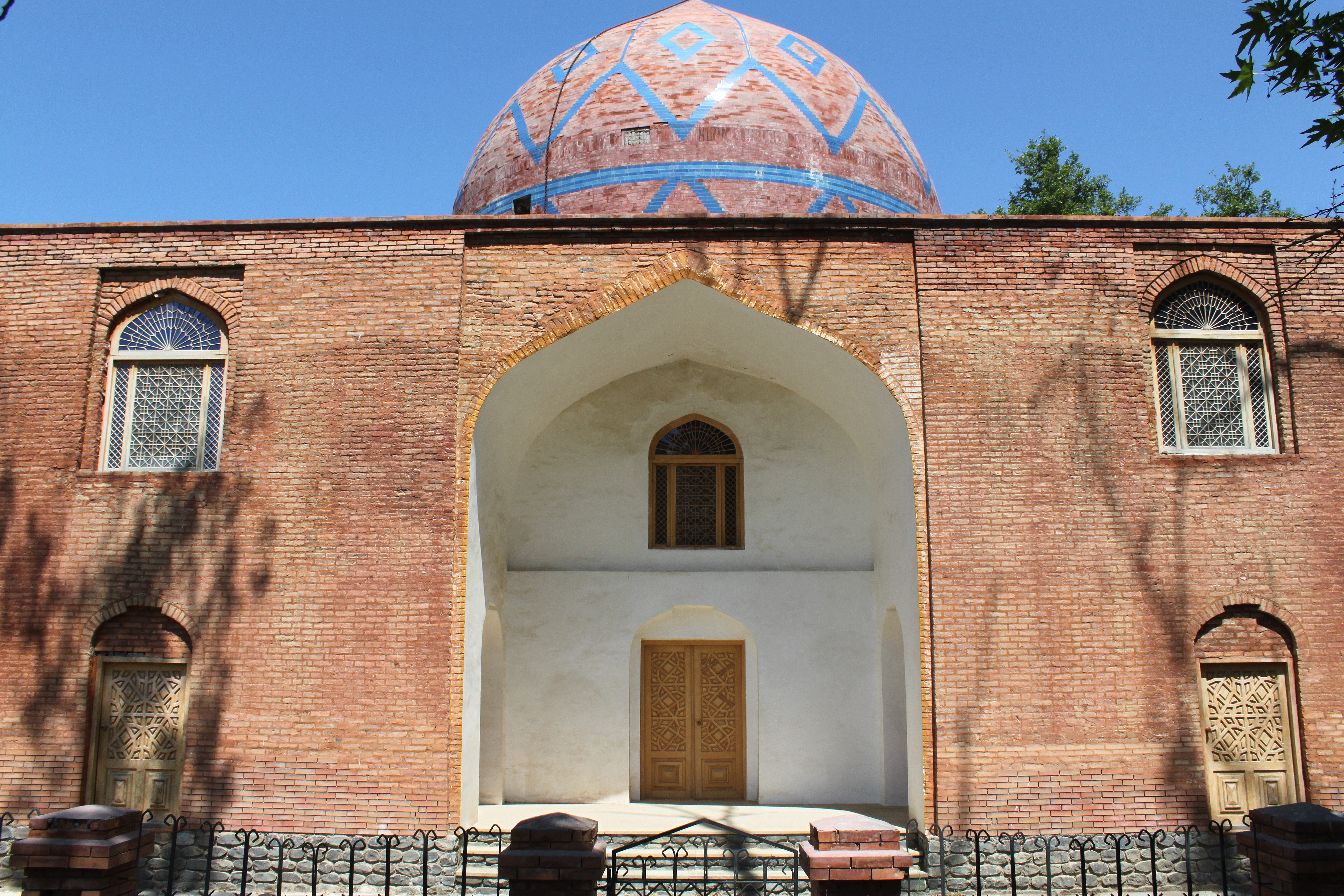
Mausoleum des Scheich Dschunaids

Scheich Dschunaid (persisch شیخ جنید; * 15. Jahrhundert; † 1460) war ein geistlich/weltlicher Führer des Safawiyyaordens, Vater Scheich Haidars und dadurch Großvater Schah Ismails.
Unter Dschunaid wandelte sich der Safawiyyaorden von einem Sufi-Orden, der um einen Heiligen Asketen organisiert war, hin zu einem aktiven militanten Orden, der eine Politik der Eroberung und Herrschaft übernahm. Er war der erste spirituelle Führer der Safawiyya, der sich speziell für schiitische islamische Lehren einsetzte, insbesondere für die des Zwölfer-Schia-Ghulats. Dschunaid wurde von seinen Anhängern als göttliche Inkarnation angesehen.

## Leben
Dschunaid war in männlicher Linie ein direkter Nachkomme Safi ad-Din Ardabilis, der in Ardabil im Nordiran den Orden der Safawiyya gründete. Der Orden gewann mit der Zeit Einfluss in der Stadt und später darüber hinaus, so dass sich die Safawiyya in die Rivalitäten der lokalen Qara Qoyunlu und Aq Qoyunlu einmischte. Als es zu einem Machtkampf zwischen Dschunaid und seinem Onkel Dschafar um die Führung des Ordens kam, wurde Dschunaid vom Qara Qoyunlu-Prinzen Dschahan Schah 1448 ins Exil nach Anatolien und Syrien vertrieben. Sein erstes Ziel war das osmanische Reich, wo er Sultan Murad II. für einen Platz zum Niederlassen bat. Doch Murad II. verweigerte ihm diesen Wunsch, so dass Dschunaid weiter ins Fürstentum Karaman zog, wo er in der Hauptstadt Konya, das ein religiöses Zentrum Anatoliens war, mit mehreren Geistlichen theologische Dispute hatte. Aus Angst als Kāfir beschuldigt zu werden, verließ er Konya Richtung Süden nach Mersin, von wo er dann weiter in die Berge Antakyas zog. Hier gründete er eine Tekke und begann seine Missionsaktivitäten. Aus der Region um Antakya sammelte Dschunaid viele turkmenische Anhänger um sich herum. In diese Zeit fiel seine Transformation von einem Sufi-Geistlichen zu einem militärischen Führer, der von seinen Anhänger vergöttlicht wurde. Dieser Machtzuwachs und seine abweichenden religiösen Ansichten – er als schiitischer Muslim in einer sunnitischen Region – führte dazu, dass andere Ordensführer vom Mamlukensultan Dschaqmaq seine Vertreibung verlangten. Nach einer Schlacht floh Dschunaid diesmal an die Schwarzmeerküste bei Samsun. Hier zog er gegen das Kaiserreich Trapezunt in den Krieg und konnte sogar deren Hauptstadt Trabzon belagern. Doch Sultan Mehmed II. konnte keinen Angriff auf einen osmanischen Vasallen dulden und entsandte eine Streitmacht nach Trapezunt. Wieder musste Dschunaid fliehen und gelangte nach Diyarbakır, wo der Aq Qoyunlu Uzun Hasan herrschte. Ihre gemeinsame Rivalität zu Dschahan Schah brachte sie zusammen. Durch die Heirat Dschunaids mit Uzun Hasans Schwester Chadidscha Begum irgendwann zwischen 1456 und 1459 schlossen sie ein Bündnis.
1459 versuchte Dschunaid nach Ardabil zurückzukehren, wurde aber wieder von Dschahan Schah vertrieben. Daraufhin beschloss Dschunaid gegen die "ungläubigen" Tscherkessen zu ziehen. Nach einem Kriegszug ließ er sich in Bergkarabach nieder. Hier geriet er mit den Schirwanschahs aneinander. Bei der folgenden Schlacht im März 1460 wurde Dschunaid in der Nähe des Samurflusses im heutigen Aserbaidschan eingekesselt und getötet. Sein Tod führte zum Beginn der Feindseligkeit zwischen den Schirwanschahs und der Safawiyya. Da Dschunaid sich für eine göttliche Inkarnation hielt, glaubten viele seiner Anhänger nicht, dass er starb. Später sammelte eine Person, die sich als Dschunaid ausgab, bei Tokat Anhänger um sich, doch er wurde schnell von den Osmanen besiegt.
Dschunaids Mausoleum befindet sich im Dorf Həzrə im heutigen Aserbaidschan (Rayon Qusar). Ihm folgte Scheich Haidar als neuer Führer nach. Dschunaids Traum ein neues Reich zu gründen, sollte später von seinem Enkel Ismail verwirklicht werden.